# Merikarvia
Merikarvia (szw. Sastmola) – gmina w Finlandii, położona w południowo-zachodniej części kraju, należąca do regionu Satakunta.